# Maurice Tourneur

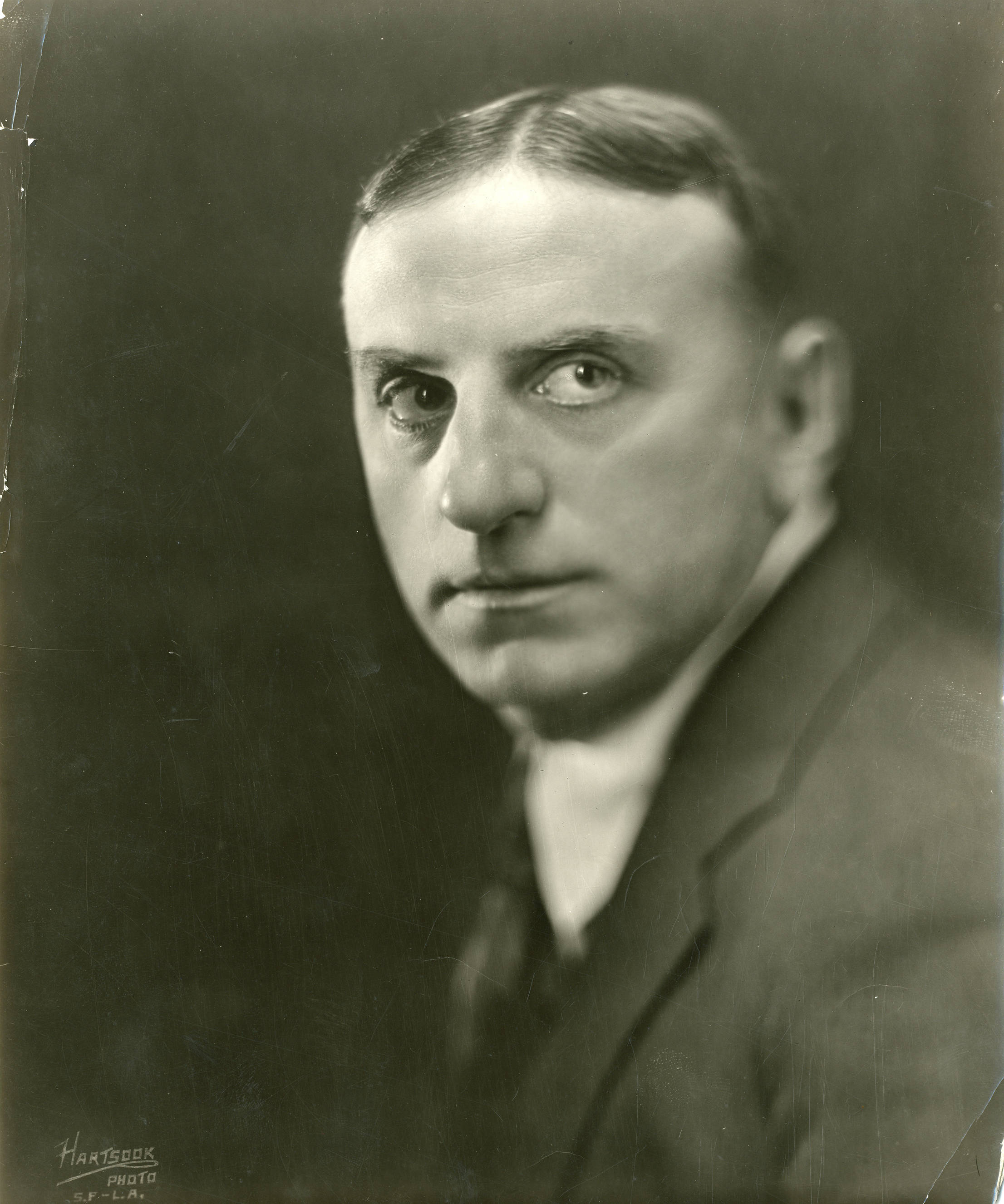
Maurice Tourneur (1922)

Maurice Tourneur (* 2. Februar 1873 in Paris als Maurice Thomas; † 4. August 1961 ebenda) war ein französischer Filmregisseur, der insbesondere während der Stummfilmära in seinem Geburtsland sowie den Vereinigten Staaten bedeutende Filmerfolge feiern konnte. 

## Leben
Der Sohn eines Juweliers wurde als Maurice Thomas im Pariser Stadtteil Belleville geboren. Zunächst begann er eine Ausbildung als Grafiker und Illustrator, diente bei der französischen Artillerie in Nordafrika und arbeitete kurzzeitig als Assistent für Auguste Rodin und Puvis de Chavanne, bevor er sich wie seine Geschwister dem Theater zuwandte. 
Unter dem Künstlernamen Maurice Tourneur begann er seine Karriere als Nebenrollendarsteller und tourte gelegentlich durch England und Südamerika mit Gabrielle Réjanes Theaterkompanie. 1911, nach über 400 Bühnenproduktionen, beschloss er, zum Film zu gehen, zunächst als Regieassistent. Schnell wurde er Regisseur und arbeitete mit den führenden französischen Stars. 
1914 schickte Tourneurs Arbeitgeber, die Produktionsfirma Éclair, ihn auf den lukrativen amerikanischen Markt. Er arbeitete im „ersten Hollywood“, den Studios in Fort Lee (New Jersey). Tourneur wechselte nach einem Jahr zu World Pictures und wurde der renommierteste Regisseur der Firma (einer seiner Kollegen war Josef von Sternberg, der damals noch als Filmeditor arbeitete). 
Tourneur machte sich rasch einen Namen als einer der innovativsten Filmregisseure Amerikas, der unter Einsatz der damals modernsten Filmtechnologie drehte und Kritiker- und Publikumserfolge feierte. Seine Spezialität war es, Filmen durch durchdachten Einsatz von Bauten und Beleuchtung Stil zu geben (zu seinem Team gehörte Clarence Brown als Regieassistent und Editor). Er wandte sich gegen das beginnende Starsystem, weil er der Ansicht war, es lenke zu sehr von einer gut erzählten Geschichte ab.
1918 gründete Maurice Tourneur seine eigene Firma und drehte anspruchsvolle Melodramen mit den Schauspielerinnen Mary Pickford und Elsie Ferguson. Zwei Projekte, die ihm besonders am Herzen lagen, waren die extrem durchgestalteten Filme The Blue Bird (1918) (ein Vorläufer von Das Kabinett des Dr. Caligari) und Prunella. Beide Filme aber hatten keinen finanziellen Erfolg. Enttäuscht gab Tourneur seine Idee auf, dass der Film in erster Linie zur Bildung der Massen beizutragen habe.
1922 las er die Zeichen der Zeit und ging nach Hollywood, doch der wachsende Einfluss der Produzenten auf die Inhalte und die Machart der Filme bewogen Tourneur nach einiger Zeit, die USA zu verlassen und nach Frankreich zurückzukehren. Die Franzosen begegneten ihm zunächst mit Feindseligkeit, da er nicht im Ersten Weltkrieg für sein Geburtsland gekämpft hatte. 1929 drehte Tourneur in Deutschland Das Schiff der verlorenen Menschen mit der aufstrebenden Marlene Dietrich.

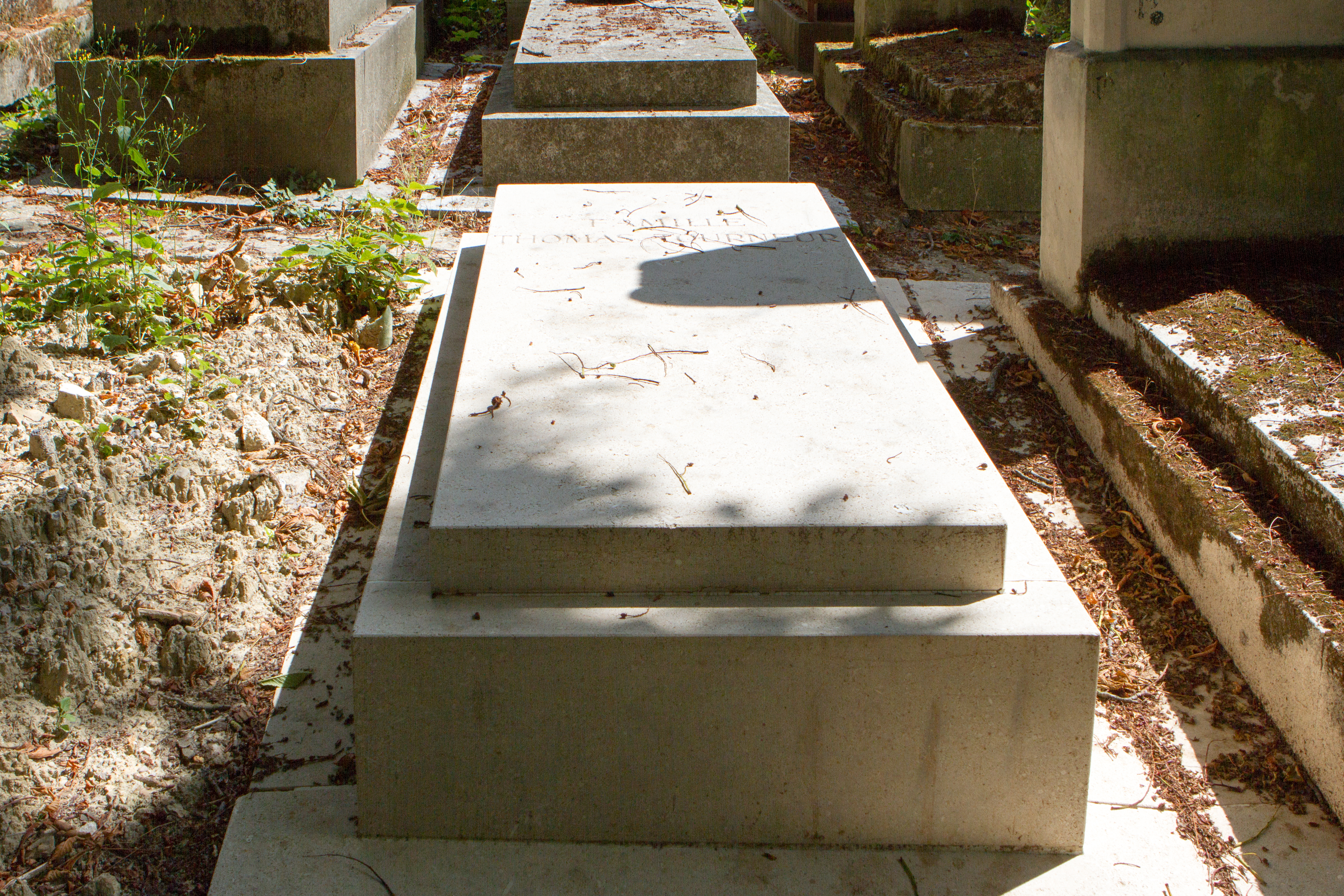
Tourneurs Grab in Paris

Tourneur drehte zahlreiche weitere Filme, trotz seiner Verachtung für die Nationalsozialisten auch unter dem Vichy-Regime. 1949 beendete ein Autounfall seine Filmtätigkeit. Er arbeitete bis zu seinem Tod als Maler und Übersetzer von Kriminalromanen aus dem Englischen ins Französische. Maurice Tourneur ist auf dem Friedhof Père-Lachaise in Paris beerdigt. Sein Sohn Jacques Tourneur folgte seinem Vater in die Filmbranche. 
Maurice Tourneurs Filme The Poor Little Rich Girl von 1917 und Der letzte Mohikaner (The Last of the Mohicans) von 1920 wurden als „kulturell bedeutsam“ in die Library of Congress aufgenommen. 1945 wurde er von der Directors Guild of America mit der Ehrenmitgliedschaft auf Lebenszeit geehrt. Ein Stern auf dem Hollywood Walk of Fame erinnert an Maurice Tourneur.

## Filmografie (Auswahl)
- 1915: Alias Jimmy Valentine
- 1915: The Cub
- 1917: The Poor Little Rich Girl
- 1918: The Blue Bird
- 1918: Prunella
- 1918: A Doll’s House
- 1919: The Broken Butterfly
- 1920: Treasure Island

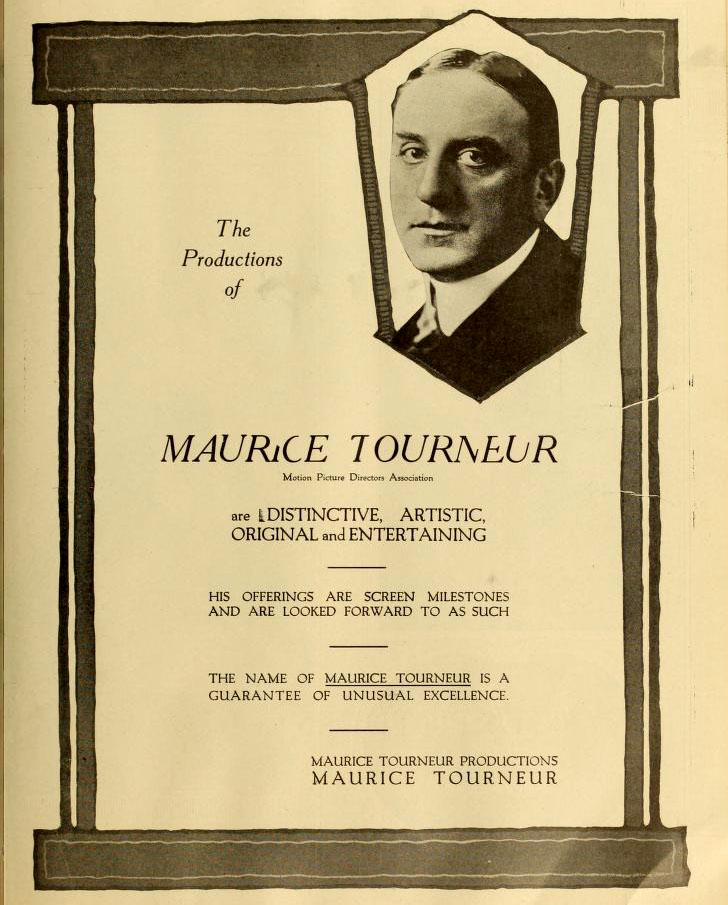
Reklame (1919)

- 1920: Der letzte Mohikaner (The Last of the Mohicans)
- 1922: Lorna Doone
- 1923: While Paris Sleeps
- 1923: Die Insel der verlorenen Schiffe (The Isle of Lost Ships)
- 1923: Martyrium der Liebe (The Christian)
- 1925: Sir Mortons Leidenschaft (Sporting Life)
- 1926: Old Loves and New
- 1926: Aloma, die Blume der Südsee (Aloma of the South Seas)
- 1929: Das Schiff der verlorenen Menschen
- 1930: Accusée, levez-vous!
- 1932: Les gaietés de l’escadron
- 1933: L’homme mystérieux
- 1934: Justin de Marseille
- 1934: Le voleur
- 1936: Mit einem Lächeln (Avec le sourire)
- 1938: Le patriote
- 1938: Katja, die ungekrönte Kaiserin (Katia)
- 1938/41: Der betrogene Betrüger (Volpone)
- 1943: Die Teufelshand (La main du diable)
- 1944: Maigret und die Frau ohne Kopf (Cécile est morte)
- 1948: Heimliche Liebe (Après l’amour)